# Kość jarzmowa
Kość jarzmowa (łac. os zygomaticum) – parzysta kość czaszki, tworząca część boczną twarzy. Od ustawienia kości jarzmowej w dużej mierze zależą również kształty twarzy. Ustawienie tych kości w płaszczyźnie czołowej nadaje twarzy wyraz mongoloidalny u odmiany białej.
Kość jarzmowa składa się z trzonu, wyrostka czołowego (łac. processus frontalis), wyrostka skroniowego (łac. processus temporalis) i wyrostka szczękowego (łac. processur maxillaris). Wyrostek skroniowy biegnie do tyłu i łączy się wyrostkiem jarzmowym kości skroniowej w łuk jarzmowy, podobnie pozostałe wyrostki biegną do wyrostków jarzmowych jednoimiennych kości. 
Trzon ma trzy powierzchnie: policzkową (łac. facies malaris), skroniową (łac. facies temporalis) i oczodołową (łac. facies orbitalis). Ta ostatnia bierze udział w tworzeniu ściany bocznej i dolnej oczodołu. Na każdej z powierzchni znajdują się otwory służące do przejścia nerwów i naczyń jarzmowych wraz z ich odgałęzieniami. Powierzchnie oddzielone są od siebie brzegami: podoczodołowym (oddziela powierzchnię oczodołową od policzkowej), dolnym i górnym (oddzielają powierzchnię policzkową od skroniowej).